# Цеґельня-Рудкі
Цеґельня-Рудкі (пол. Cegielnia-Rudki) — село в Польщі, у гміні Вежбінек Конінського повіту Великопольського воєводства.
Населення — 233 особи (2011).
У 1975-1998 роках село належало до Конінського воєводства.

## Демографія
Демографічна структура станом на 31 березня 2011 року:
|          | Загалом | Допрацездатний вік | Працездатний вік | Постпрацездатний вік |
| -------- | ------- | ------------------ | ---------------- | -------------------- |
| Чоловіки | 111     | 28                 | 72               | 11                   |
| Жінки    | 122     | 28                 | 68               | 26                   |
| Разом    | 233     | 56                 | 140              | 37                   |